# Io ricordo, Piazza Fontana
Io ricordo, Piazza Fontana è un docufilm italiano trasmesso in prima visione e in prima serata su Rai 1 il 12 dicembre 2019, in occasione del 50º anniversario della strage di piazza Fontana. Il film si avvale di preziose interviste, filmati d'epoca e ricostruzioni di fiction.

## Interventi
- Carlo Arnoldi, figlio di Giovanni Arnoldi, vittima della strage di Piazza Fontana
- Maria Bosio, regista di Un film dal vero: il processo di Catanzaro
- Pietro Chiesa, figlio di Francesca Dendena
- Matteo Dendena, figlio di Paolo Dendena
- Paolo Dendena, figlio di Pietro Dendena, vittima della strage di Piazza Fontana
- Aldo Giannuli, storico
- Giampiero Mughini, giornalista
- Guido Salvini, magistrato
- Achille Serra, ex Prefetto Polizia di Stato
- Paolo Silva, figlio di Carlo Silva, vittima della strage di Piazza Fontana
- Martino Siciliano, ex esponente Ordine Nuovo
- Federico Sinicato, avvocato dell’Associazione dei Familiari delle Vittime di Piazza Fontana
- Bruno Vespa, giornalista
- Fortunato Zinni, ex impiegato Banca Nazionale dell'Agricoltura